# Conchocarpus hirsutus
Conchocarpus hirsutus là một loài thực vật có hoa trong họ Cửu lý hương. Loài này được Pirani mô tả khoa học đầu tiên năm 1998.